# Groß Klingbeck
Groß Klingbeck war ein Ort im ostpreußischen Kreis Heiligenbeil. Seine Ortsstelle liegt heute im Gebiet des Munizipalkreises Rajon Bagrationowsk (Stadtkreis Preußisch Eylau) in der russischen Oblast Kaliningrad (Gebiet Königsberg (Preußen)).

## Geographische Lage
Die Ortsstelle Groß Klingbecks liegt im südlichen Westen der Oblast Kaliningrad, 20 Kilometer nordöstlich der früheren Kreisstadt Heiligenbeil (russisch Mamonowo) bzw. 31 Kilometer nordwestlich der heutigen Rajonshauptstadt Bagrationowsk (deutsch Preußisch Eylau).

## Geschichte

### Ortsgeschichte
Das Dorf Klinbecken mit Gut, Försterei und Ziegelei sowie einem großen Park mit Teich wurde 1539 erstmals erwähnt und nach 1539 Klingebegk, nach 1575 Hoff Klingbeck, nach 1610 Hoff Klingenbeck und nach 1692 Groß Klingbeck genannt.
Am 11. Juni 1874 wurde Groß Klingbeck Amtsdorf und damit namensgebend für einen Amtsbezirk im ostpreußischen Kreis Heiligenbeil. Zum Amtsbezirk gehörte anfangs lediglich der Gutsbezirk Groß Klingbeck mit den Ortschaften Riemswalde, Ernstfelde und Worwegen (keine russischen Namen bekannt), erst 1929 kam die Landgemeinde Grünwiese (russisch Berjosowka) hinzu.
Am 15. Dezember 1881 wurde das Etablissement Riemswalde aus dem Gutsbezirk Groß Klingbeck in den Gutsbezirk Amalienwalde (kein russischer Name bekannt) umgegliedert. Die Einwohnerzahl Groß Klingbecks belief sich im Jahre 1910 auf 342.
Die Ortschaft Ernstfelde wurde am 7. November 1917 aus dem Gutsbezirk Groß Klingbeck aus- und in den Gutsbezirk Düsterwalde eingegliedert.
Am 30. September 1928 wandelte man den Gutsbezirk Groß Klingbeck in eine Landgemeinde um.
Aufgrund mannigfacher regionaler Umstrukturierungen kam am 12. Juli 1929 die Landgemeinde Grünwiese (Berjosowka) zum Amtsbezirk Groß Klingbeck. Das Dorf Groß Klingbeck selbst zählte im Jahre 1933 321 und im Jahre 1939 359 Einwohner.
Als 1945 in Kriegsfolge das gesamte nördliche Ostpreußen an die Sowjetunion fiel, war auch Groß Klingbeck davon betroffen. Von dem Ort verlor sich gleich nach Kriegsende jegliche Spur, eine russische Namensgebung oder gar Zuordnung zu einem Dorfsowjet ist nicht belegt. So gilt der Ort heute als nicht mehr existent und somit untergegangen. Seine Ortsstelle gehört heute zum Munizipalkreis Rajon Bagrationowsk (Stadtkreis Preußisch Eylau) in der Oblast Kaliningrad der Russischen Föderation.

### Amtsbezirk Groß Klingbeck (1874–1945)
Der Amtsbezirk Groß Klingbeck im Kreis Heiligenbeil bestand von 1874 bis 1945:
| Deutscher Name                      | ggf. russischer Name | Anmerkungen                                                |
| ----------------------------------- | -------------------- | ---------------------------------------------------------- |
| Groß Klingbeck mit den Ortschaften: |                      | 1928 von einem Gutsbezirk in eine Landgemeinde umgewandelt |
| --Ernstfelde                        |                      | 1917 in den Amtsbezirk Wesselshöfen umgegliedert           |
| --Riemswalde                        |                      | 1881 in den Amtsbezirk Kukehnen umgegliedert               |
| --Worwegen                          |                      |                                                            |
| Grünwiese                           | Berjosowka           | 1929 aus dem Amtsbezirk Laukitten umgegliedert             |

## Religion
Groß Klingbeck war bis 1945 in das Kirchspiel der evangelischen Kirche Pörschken (russisch Nowo-Moskowskoje) in der Kirchenprovinz Ostpreußen der Kirche der Altpreußischen Union eingepfarrt.

## Verkehr
Die nicht mehr erkennbare Ortsstelle von Groß Klingbeck liegt an der Nebenstraße, die von Kornewo (Zinten) dorthin und weiter als Kommunalstraße 27K-109 über Bolschedoroschnoje (Laukitten) und Sosnowka (Schwanis) bis nach Laduschkin (Ludwigsort) verläuft. Südlich der Ortsstelle befindet sich die Auffahrt zur Regionalstraße 27A-002 (ex R516, E 28, frühere Reichsautobahn Berlin–Königsberg). Die nächste Bahnstation ist Laduschkin an der einst von Berlin bis Königsberg (Preußen) verlaufenden Bahnstrecke Mamonowo–Kaliningrad.